# Ruisseau de Pantagnac
Le ruisseau de Pantagnac, est un ruisseau français qui coule en région Occitanie, dans le département de Tarn-et-Garonne. C'est un affluent direct de la Garonne en rive droite.

## Géographie
De 12,9 km de longueur, il prend sa source sur la commune de Montech sous le nom de ruisseau de Sandrune et se jette dans la Garonne en rive droite sur la commune de Cordes-Tolosannes en Tarn-et-Garonne.

### Département et communes traversés
- Tarn-et-Garonne : Finhan, Cordes-Tolosannes, Escatalens, Montech.

## Principaux affluents
- Ruisseau de la Rode : 2 km
- Ruisseau de Verdié : 11,6 km